# Coincy, Aisne

Coincy este o comună în departamentul Aisne din nordul Franței. În 1 ianuarie 2022 avea o populație de 1.281 de locuitori.